# Castillo de Tales
Los restos del castillo de Tales (Provincia de Castellón, España) se ubican en la parte más alta del casco urbano. 
El acceso al mismo es muy sencillo, ya que se encuentra señalizado en el casco urbano. Así pues, la función estratégica del mismo sería la defensa del pueblo. 

## Descripción
Probablemente sea de origen árabe, como la mayoría de los del resto de la sierra, aunque su estado actual y la falta de bibliografía sobre el mismo dificultan sobremanera su datación exacta. Siendo de origen árabe podríamos datar su construcción en el siglo XII. 
Se dan tres claras fases constructivas:
- La primera constituye el núcleo original de la construcción, posiblemente de época musulmana, la técnica constructiva empleada es la mampostería con revoco exterior de mortero de cal en la totalidad del lienzo amurallado.
- La segunda de cronología también medieval está compuesta de dos torres cuadrangulares y una tercera prácticamente exenta, también podemos incluir algunas reformas en distintas zonas, como la apertura de ventanas, la técnica constructiva empleada es también la mampostería con revoco exterior de mortero de cal.
- La tercera fase constructiva corresponde al siglo XIX durante la guerra Carlista, se levantaron tres torres semicirculares, de la misma forma se levantaron las paredes de unas habitaciones y una aljibe sobre los restos de la etapa anterior, estas modificaciones adaptaron la estructura del edificio para ser defendido por el uso de fusiles y artillería.

En la actualidad, a pesar de su estado de ruina, el castillo sigue conservando su parapeto exterior. Es un castillo pequeño al que debía accederse por un estrecho camino que parte del Calvario que llega hasta el punto más alto del monte. La entrada se realizaría después de franquear una puerta protegida quizá por un torreón, del que todavía se aprecian los restos. Sus murallas aún permanecen en pie, así como sus tres torres. En el interior del recinto se observa un aljibe de mediano tamaño.